# Leo Frobenius
Leo Frobenius (Berlin, 1873. június 29. – Verbania, 1938. augusztus 9.) német etnológus és régész, a kulturális morfológia módszerének és a frankfurti etnológiai iskola megteremtője.

## Életrajza
Porosz katonacsaládból származott. Már kora ifjúsága idején behatóan tanulmányozta az afrikanisztikai irodalmat, mely ez idő tájt jórészt merész utazók felfedező expedícióinak útleírásaiból állt. Szisztematikusan ő is arra készült, hogy idővel ő is belépjen az Afrika-kutatók sorába. Bár nem tett érettségi vizsgát félbemaradt egyetemi pályafutása is sikertelen maradt (az 1894-ben publikált, Afrika titkos társaságairól szóló munkáját az egyetem professzorai elutasították), írásait a századforduló neves etnológiai folyóiratai sorra elfogadták. A félbemaradt egyetemi tanulmányai után a brémai néprajzi múzeum munkatársa lett, s a múzeum munkatársaként autodidakta módon szerezte néprajzi és antropológiai ismereteit. 1904-től Frobenius afrikai kutatásait már a terepen folytatta: Első útja a "nyugat afrikai kultúrkörről" alkotott elgondolás megerősítését és e kultúrkör területi kiterjesztését eredményezte, míg a Nyugat- és Közép-Szudánba vezető második és negyedik út (1907-1909, 1910-1912) az úgynevezett szirtei kultúra meglétét kísérelte meg bebizonyítani, azaz annak az észak afrikai partvidékről elinduló kulturális áramlatnak az útvonalát és jellegét, amely különféle tárgyak, szokások mellett különösen a szudáni hőseposzokban tükröződik. A negyedik út nigériai részén, főleg Ifében és általában a jorubáknál, Frobenius az általa "atlantinak nevezett, egy feltételezett "prehellén" mediterrán műveltségre visszavezethető kultúrával foglalkozott. E két expedíció között 1910-ben Marokkóban és Algériában kutatott, ahol főleg az építészetet vizsgálta és folklórgyűjtéseket végzett, majd a negyedik, közép-szudáni expedíció folytatásaként Kordofánban mérte fel az akkori népélet jelenségeit.
1904 és 1935 között tizenöt nagyobb expedíciót vezetett a fekete kontinensre, amelyek során hatalmas tárgyi és szöveges anyagot gyűjtött, sok kötetnyi útibeszámolót készített és folyamatosan építette tovább Oswald Spengler filozófiájára támaszkodó, kulturális morfológiának nevezett, az egyes civilizációkat organikus egységnek, fejlődő és komplex valóságnak tekintő elméletét.
Münchenben 1920-ban alapította a Forschungsinstitut für Kulturmorphologie nevű tudományos intézetet, amely 1925-ben Frankfurtba került át, mind a mai napig pedig Frobenius Institut néven a német etnológiai kutatások központja. Leo Frobenius az 1920-as évek végén vezetője lett Frankfurt néprajzi múzeumának, 1932-ben pedig a helyi egyetemen tiszteletbeli professzurát kapott és számos tanítványt nevelt, akik sorából az ősvallások ismert kutatója Adolf Ellegard Jensen a legjelentősebb.
Leo Frobenius a primitív társadalmakról és azok vallási világáról vallott nézeteiben az empirikus evolucionizmus módszerét tekintette kiindulópontjának, magában a kultúra fogalmában pedig egy sajátos meg- és átélési elméletet dolgozott ki, amely az egyes kultúrköröket olyan, történetileg adott érték-, érzés- és eszmerendszereknek tekintette, amelyeket a benne élő emberi közösség meg- és átél, ennek legtermészetesebb módja pedig a valóság mágikus és mitikus átélésében van. Frobenius szerint tehát minden kultúrának lelkisége van és éppen ez tesz egy-egy civilizációt zárt, más civilizációkkal összemérhető egésszé.

## Főbb munkái
- Die Geheimbünde Afrikas: Ethnologische Studie (Hamburg, 1894)
- Die Weltanschauung der Naturvölker (Weimar, 1898)
- Der Ursprung der afrikanischen Kulturen (Berlin, 1898)
- Probleme der Kultur 1-4. (Berlin, 1899-1901)
- Die reifere Menschheit (Hannover, 1902)
- Der schwarze Dekameron: Liebe, Witz und Heldentum in Inner-Afrika (Berlin, 1910)
- Paideuma: Umriss einer Kultur- und Seelenlehre (München, 1921)
- Atlas Africanus. Belege zur Morphologie der afrikanischen Kulturen 1-8. (München, 1921-1933)
- Atlantis: Volksmarchen und Volksdichtungen Afrikas 1-12. (München, 1921-28); magyarul: Afrikai kultúrák (Budapest, 1981)

## Magyarul megjelent művei
- Afrikai kultúrák. Válogatott írások; szerk., vál., utószó, jegyz. Bodrogi Tibor, ford. G. Beke Margit, Kárpáty Csilla, Soltész Gáspár; Gondolat, Bp., 1981
- Fekete Dekameron. Afrikai szerelmes történetek Leo Frobenius gyűjtéséből; vál., bev., jegyz. Bodrogi Tibor, ford. Katona Tamás; Magyar Helikon–Európa, Bp., 1974